# Colectivos
Les colectivos sont des bandes armées ou gangs proches du pouvoir de Nicolás Maduro.

## Historique
Les premiers colectivos sont formés pendant les années 1960. Inspirés par la révolution cubaine, ils se forment pour réclamer la justice sociale. Pratiquant la guérilla, ils commettent des braquages et des vols de voitures pour se financer. Lorsque Chávez devient président en 1999, les colectivos se rallient à lui. Renonçant à l'insurrection armée, ils sont encouragés par le président qui leur fournit des armes et leur permet de faire de nouveaux recrutements. Ils sont ainsi équipés de grenades, de mitraillettes, de gaz lacrymogènes et d'armes automatiques et jouent un rôle important lors du coup d'État de 2002.
Les colectivos, des groupes militants qui se présentent comme les défenseurs de la révolution, interviennent au côté du gouvernement pour réprimer les manifestants. Circulant en motos, cagoulés et issus des quartiers populaires, ils sont vêtus de rouge et assurent aussi le service d'ordre des manifestations progouvernementales. Quand ils répriment, ils sont habillés de noir. Du fait de ses difficultés financières pour payer des policiers professionnels, le régime chaviste fait appel à eux.
Beaucoup de colectivos sont ou ont été membres de la police ou ont des liens avec celle-ci. En dehors des éléments violents, certains membres de ces groupes sont pacifiques. Par ailleurs, certains membres gèrent des communautés libertaires et promeuvent des programmes sociaux du gouvernement.
En 2014, Human Rights Watch explique que « le gouvernement du Venezuela tolère et encourage ces groupes civils armés » que HRW accuse d'« avoir intimidé les manifestants et démarré les hostilités. » Le président Maduro remercie un certain groupuscule d'avoir défendu son gouvernement contre ce qu'il considère un « coup d'État mené par l'extrême droite », mais prend également ses distances face aux groupes armées, expliquant que « sa place n'est pas dans la révolution. » En 2019, Maduro dit les « admir[er] » et affirme qu'ils « travaillent pour la société, pour les malades, pour la paix et contre la criminalité ».
Le vice-président du Venezuela, Jorge Arreaza, félicite les colectivos expliquant que « s'il y a bien un comportement exemplaire à suivre, c'est celui des colectivos qui sont pour la révolution bolivarienne. »
Les colectivos ont également été surnommés comme « piliers fondamentaux dans la défense du territoire,. »

## Exactions
Certains colectivos agissent violemment contre l'opposition sans entrave de la part des forces de l'ordre vénézuéliennes. Des colectivos s'en prennent à des manifestants et laissent sur leur passage, cinq véhicules endommagés dont deux brûlés, et un blessé par balle. Selon un correspondant de Televen, un groupe aurait tenté d'enlever et violer des individus dans un appartement à Maracaibo sans intervention de la garde nationale, mais la victime ne mentionne pas d'agression sexuelle,,,.
Ils attaquent les sympathisants de l'opposition qui viennent faire la queue pour obtenir des denrées alimentaires subventionnées, agressent des commerçants qu'ils accusent d'extorsion et pratiquent eux-mêmes l'extorsion de pain pour le revendre sur le marché noir .
En mars 2014, des groupes paramilitaires s'en prennent violemment à 437 manifestants, soit 31 % des manifestants en mars, à l'aide d'armes à feu. Des colectivos armés auraient attaqué et brûlé l'Universidad Fermín Toro après une altercation avec des étudiants qui aurait fait un blessé,.
Lors de la crise présidentielle de 2019-2022 au Venezuela, les colectivos attaquent les convois d'aide humanitaire acheminés par l'opposition. Par la suite, en marge de la répression, ils ont pillé un magasin.
En 2023, dans le contexte de la primaire présidentielle organisée par la Plateforme unitaire en vue de l'élection présidentielle vénézuélienne de 2024, les colectivos attaquent des bureaux de vote.

## Effectifs
Ayant un effectif de mille hommes, ils sont répartis en une centaine de groupes. Les deux les plus importants sont La Pedrita et Tupamaros,.

## Pouvoirs
Ces groupes contrôlent de vastes pans du territoire vénézuélien. Selon le criminologue Fermín Mármol, ils contrôlent 10 % des villes du pays.
En 2014, des affrontements les opposent à la police pour tenter d'obtenir le limogeage du ministre de l'Intérieur, qui tendait de limiter leur influence.

## Financement
Les colectivos se financent grâce à l'extorsion de fonds, la contrebande d'aliments subventionnés et le trafic de drogue. Le gouvernement tolère ces activités en échange de leur loyauté.